# Jürgen Janke
Jürgen Janke (* 18. Dezember 1948 in Bremen) ist ein Bremer Beamter und war Politiker (SPD) sowie Mitglied der Bremischen Bürgerschaft.

## Biografie

### Familie, Ausbildung und Beruf
Janke war verheiratet und hat eine Tochter.
Er absolvierte in Bremen eine Ausbildung beim Finanzamt und arbeitete dort bis 1978 – zuletzt als Steueramtmann. Nach seiner Abgeordnetenzeit war er kaufmännischer Geschäftsführer des Überseemuseums Bremen und dann beim Senator für Inneres, Kultur und Sport in der Kulturabteilung als Oberamtsrat tätig. 2009 wurde er pensioniert.

### Politik
Janke ist Mitglied der SPD und war in seinem SPD-Ortsverein in Obervieland im Vorstand aktiv.
Von 1979 bis 1995 war er mit Unterbrechungen rund 15 Jahre lang Mitglied der Bremischen Bürgerschaft. Er war zwischenzeitlich auch Mitglied des Beirats Obervieland und in verschiedenen Deputationen und Ausschüssen der Bürgerschaft tätig u. a. in der Sportdeputation. Einer seiner politischen Schwerpunkte war der Datenschutz, von 1983 bis 1987 war er Vorsitzender eines Ausschusses der Bürgerschaft, der eigens für dieses Thema eingerichtet worden war.

### Weitere Mitgliedschaften
- 2002 bis 2009 war Janke als Vorstandsmitglied der Stiftung Wohnliche Stadt vom Bremer Senat berufen und mit den Verwaltungsaufgaben der Stiftung betraut.
- Er war Vorsitzender des Sportvereins VfB Komet in Obervieland.